# Перейра Роза, Изабель
Изабель Роза Перейра (Izabel Rosa Pereira; род. 13 октября 1910) — бразильская супердолгожительница, которая после смерти Ины Канабарро Лукас 30 апреля 2025 года стала старейшим живущим человеком в Бразилии. Её возраст подтверждён организацией LongeviQuest, хотя Gerontology Research Group в настоящее время проводит проверку её случая.

## Биография
Изабел Роза Перейра родилась в 1910 году недалеко от Капутиры в штате Минас-Жерайс, Бразилия, и прожила там всю жизнь. У неё было пятеро братьев и сестёр. В 1934 году Изабель Роза Перейра вышла замуж за Антониу Жозе Перейру, и у них родилось двенадцать детей, девять из которых были живы по состоянию на февраль 2024 года.
Несмотря на возраст, она обеспокоена текущим состоянием мира. На вопрос о том, что она считает самым важным в мире, она ответила, что это её «прекрасная семья».